# Костянтинівський рубель
Костянти́нівський ру́бель, або ру́бель Костянти́на (рос. Константиновский рубль, рубль Константина) — одна з найрідкісніших монет Російської імперії.

## Опис
Костянтинівський рубель являє собою срібну монету із зображенням на одному боці державного герба Російської імперії — двоголового орла з регаліями, оточеного вінком з лаврового листя. Під орлом є три літери: С. П. Б. — знак Петербурзького монетного двору, де монета карбувалася. По колу монети міститься надпис: «Рубль. Чистаго серебра 4 золотн. 21 доля».
На зворотньому боці монети зображений профільний портрет лисуватого чоловіка з бакенбардами і коротким кирпатим носом. Під портретом дата: «1825», довкола зображення — надпис по колу: «Б. М. КОНСТАНТИНЪ I ИМП. и САМ. ВСЕРОСС.», що читається, як «Божьей милостью Константин I император и самодержец Всероссийский» (укр. Божою милістю Костянтин І імператор і самодержець Всеросійський).
На гурті монети надпис: «сер. 83 1/3 пробы 4 зол. 82 14/25 доли».

## Історія створення

### Передумови карбування
19 листопада (1 грудня) 1825 року у Таганрозі помер бездітний російський імператор Олександр I. У відповідності з Актом про престолонаслідування, розробленим і оприлюдненим у 1797 році імператором Павлом І, його наступником мав стати другий син Павла — великий князь Костянтин Павлович. Лише декілька осіб із імператорської родини знали, що ще у 1819 році Костянтин Павлович зрікся своїх прав на наслідування на користь меншого брата Миколи Павловича. У 1823 році це зречення було оформлене маніфестом Олександра І, у якому спадкоємцем визначався третій брат — Микола Павлович. Цей маніфест зберігався у таємному пакеті, відкрити якого слід було лише після смерті Олександра І.
26 листопада, отримавши звістку про смерть Олександра І, великий князь Костянтин Павлович посилає з Варшави, де він постійно мешкав, до Санкт-Петербурга свого найменшого брата — великого князя Михайла Павловича з приватними листами, у яких підтверджує своє зречення прав на престол на користь Миколи і просить вважати свій лист принесенням присяги на вірність імператору Миколі І.
Вранці 27 листопада звістка про смерть Олександра І дійшла і до Санкт-Петербурга. Великий князь Микола Павлович, а за ним і присутні у палаці військові та цивільні чини присягають на вірність Костянтинові Павловичу. У терміновому порядку на засіданні Державної ради вскривають пакет з маніфестом Олександра І від 16 серпня 1823 року, згідно з яким спадкоємцем престолу призначається Микола Павлович. Військовий губернатор Санкт-Петербурга М. А. Милорадович, в руках якого на той час перебувала реальна влада у столиці, робить заяву про те, що Микола Павлович вже відмовився від прав на престол, наданих йому маніфестом Олександра І, присягнувши імператору Костянтину. Отримавши підтвердження тому від самого Миколи Павловича, члени Державної ради, а слідом за нею — Сенату, Синоду, гвардії та інших військових частин петербурзького гарнізону присягають на вірність імператору Костянтину. У Варшаву, до Костянтина, відправляють лист від Миколи Павловича і рапорт військового міністра О. І. Татищева про принесення присяги військами.

### Початок робіт

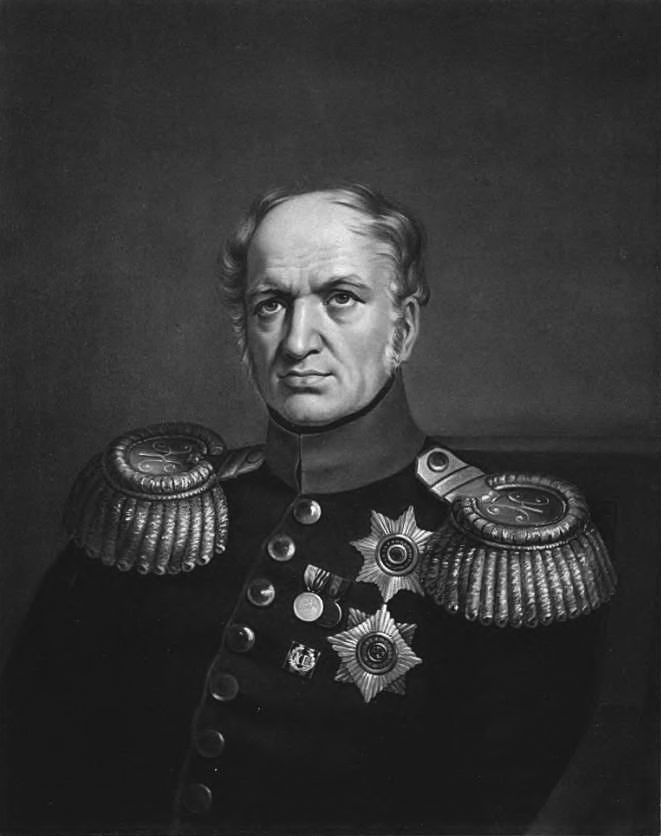
Міністр фінансів Є. Ф. Канкрін — ініціатор карбування рубля Коятянтина.

У перших числах грудня 1825 року міністр фінансів Є. Ф. Канкрін дає розпорядження керуючому Департаментом гірських і соляних справ Є. В. Карнєєву, а останній — вардейну Монетного двору Є. І. Еллерсу терміново розпочати роботи з виготовлення пробних рублів імператора Костянтина. Одночасно з цим Є. Ф. Канкрін дає розпорядження про повторне виготовлення медалей на народження Костянтина.
Проектні малюнки обох сторін нової монети виконав медальєр Монетного двору Я. Я. Рейхель. За цими малюнками, майже одночасно, почалось виготовлення трьох пар штемпелів. 11 грудня перша пара штемпелів була готова і 12 грудня на Монетному дворі проведено карбування пробних монет із зображенням імператора Костянтина І. Оскільки на той час по Монетному відділенню Монетного двору закінчився 9-й срібний переділ і велися підготовчі роботи з пуску 10-го срібного переділу, виготовлення пробних монет проводилось у Медальєрному відділенні. Для карбування використовувалися срібні заготовки з бракованим гуртом, а також заготовки без гурту. Того ж дня, 12 грудня, дві пробних монети були відправлені керуючому Департаментом гірських і соляних справ Є. В. Карнєєву для передачі їх міністрові фінансів Є. Ф. Канкріну.

### Утаємничення карбування
Доки на Монетному дворі йшли приготування до карбування монет із зображенням імператора Костянтина І, політична ситуація блискавично змінювалась.
7 грудня до Петербурга надійшли листи, відправлені Костянтином Павловичем, у яких він не визнає себе імператорм, присягання йому вважає порушенням волі Олександра І, від приїзду до Петербурга відмовляється і погрожує емігрувати за кордон, якщо не буде виконана воля покійного імператора. Зміст цих листів вирішують зберігати у таємниці.
Микола Павлович починає писати чорновик маніфеста про своє сходження на престол. Підготовлений текст редагує М. М. Карамзін, а для остаточної редакції 10 грудня текст надається М. М. Сперанському.
12 грудня текст маніфесту повністю готовий і затверджений Миколою Павловичем. Того ж дня з Таганрогу надходить повідомлення про «жахливу змову», що готується.
13 грудня Микола Павлович підписує маніфест і призначає на 14 грудня переприсягу. О 8-й годині вечора збирається надзвичайне засідання Державної ради, близько опівночі у Раді з'являється Микола Павлович і проголошує себе імператором, що почав царювання 19 листопада 1825 року. Міністр фінансів й ініціатор карбування Костянтинівського рубля Є. Ф. Канкрін, який був присутній на засіданні, дізнається, що імператора Костянтина І не було.
14 грудня вранці, під приводом захисту прав на престол Костянтина Павловича, дворяни-революціонери (декабристи) з Північного товариства організували у Петербурзі повстання.
Є. Ф. Канкрін віддає розпорядження терміново згорнути всі роботи з карбування Костянтинівського рубля і вживає заходів до їх найсуворішого утаємничення. 19 грудня керуючий Департаментом гірських і соляних справ Є. В. Карнєєв отримує з Монетного двору скриню, у якій містяться «… шість відомих штемпелів з 19-ма відбитками на олові за казенною печаткою Монетного двору». Наступного дня Є. В. Карнєєв відправляє на адресу міністра фінансів Є. Ф. Канкріна «…всі штемпелі та інші приготування, здійсненні з приводу відомого нового рубля, закупорені у скрині. На Монетному дворі нічого не залишилось. Самий навіть малюнок до того додаю».
Протягом усього періоду царювання імператора Миколи І все, що було пов'язане з виготовленням рубля із зображенням Костянтина, зберігалося, як величезна державна таємниця.

## Екземпляри та їх доля
6 червня 1879 року директор Ермітажу О. О. Васильчиков звернувся листом до міністра фінансів С. О. Грейга з проханням про передачу знайдених у канцелярії міністерства пробних монет Костянтина на зберігання до Імператорського Ермітажу.
У своїй відповіді від 19 липня С. О. Грейг повідомив, що імператор Олександр II дозволив передати до Нумізматичного відділу Імператорського Ермітажу один примірник монети.
Решту монет з гуртовим надписом, які зберігалися в канцелярії міністерства фінансів, Олександр II розподілив між членами імператорської родини: одну залишив собі, ще 3 подарував відповідно великим князям Сергію Олександровичу і Георгію Михайловичу та принцу Олександру Гессенському.
У 1884 році директор Ермітажу звернувся до нового імператора, Олександра III, з проханням передати до музею штемпелів Костянтинівського рубля, на що отримав згоду і 6 жовтня 1884 року штемпелі були доправлені у Ермітаж.

### Монети з гуртовим надписом
1. Монета Відділу нумізматики Державного Ермітажу (ВН ДЕ). Передана з міністерства фінансів 19 червня 1879 року. Вага монети — 20.63 гр.
2. Монета Олександра II. Отримана ним з міністерства фінансів 15 червня 1879 року. У 1927 році разом з колекцією монет імператора потрапила до ВН ДЕ. 18 січня 1930 року передана до Відділу нумізматики Державного Історичного музею. Вага монети — 20.55 гр.
3. Монета великого князя Георгія Михайловича. Передана з міністерства фінансів 16 червня 1879 року. У 1909 році разом з колекцією монет передана на довічне зберігання у Музей Олександра III (нині — Державний Руський музей). У 1919 році під час евакуації з Петрограда потрапила за кордон. Продавалася на аукціоні в Лондоні (Велика Британія) у 1950 році. Була в руках Сола Каплана (США). У 1959 році куплена В. Г. дю-Понтом і у 1959—1960 роках передана до Національного музею США — Смітсонівського інституту. Вага монети — 18.52 гр.
4. Монета великого князя Сергія Олександровича. Передана з міністерства фінансів між 15 липня 1879 — 8 лютого 1880 року. Ймовірно, у 1898 році продавалась на аукціоні фірми Гамбургера у Франкфурті-на-Майні (Німеччина). У грудні 1965 року в складі колекції Є. Арлова (Нова Зеландія) з'являлась на аукціоні фірми Г. Ф Шульмана у Нью-Йорку (США). Власник монети невідомий. Вага монети невідома.
5. Монета принца Олександра Гессенського. Отримана від Олександра II, ймовірно, 18 лютого 1880 року. 7 січня 1914 року продавалась на аукціоні, який проводила фірма спадкоємців Є. Мерцбахер у Мюнхені (Німеччина) і була придбана В. Брандом (США). Після смерті власника у 1926 році перейшла до його брата О. Бранда. У 1964 році продавалась на аукціоні в Люцерні (Швейцарія), організованому фірмами А. Гесса і Банк Леу. Придбана Солом Капланом (США). Згодом перейшла до цюріхської колекції. Вага монети — 20.61 гр.

### Монети без надпису на гурті
1. Монета Рейхеля — Шуберта — Толстого. Вага — 20.75 гр.
2. Монета Канкріна (?) — Йозефа — Ріхтера. Вага — 20.57 гр.
3. Монета Алексеєва — Ісаєва — Гаршина. Перебуває у колекції В. Фукса (ФРН). Вага — 20.89 гр.

## Рубль Трубецького
У 1873 році, перебуваючи на дипломатичній службі у Франції, князь О. В. Трубецькой видав друком у марсельському видавництві брошуру накладом у 40 примірників (кожен примірник був пронумерований), яка називалась «Rouble de Constantin cesarewitch grand-duc de Russie». У брошурі Трубецькой виклав історію Костянтинівських рублів, поставивши під сумнів справжність монети, оприлюдненої у 1857 році Ф. Ф. Шубертом. За його твердженням, справжніми були 5 монет, викрадених у 1830 році з резиденції Костянтина у Бельведері одним з учасників розгрому палацу, який згодом емігрував до Франції. У 1869 році вдова викрадача, за сприяння Трубецького, продала всі 5 монет довіреній особі «заможного американського колекціонера з Кентуккі». Дві з п'яти монет після завершення оборутки були, нібито, обміняні Трубецьким, а решта три затонули разом з багажом американця на пароплаві «Місто Бостон» під час його аварії. Одну з двох своїх монет князь Трубецькой у 1870 чи 1871 році передав до Ермітажу (де вона зберігається донині). Друга монета опинилась у колекції великого князя Георгія Михайловича.
Пізніші дослідження довели, що «рублі Трубецького» є підробкою, виготовленою на Паризькому монетному дворі.

## У художній літературі
У 1976 р. ленінградський нумізмат В. В. Бартошевич оприлюднив документи, знайдені ним у архіві Департамента гірських і соляних справ. Згідно з ними, 12 грудня 1835 року 2 примірники монети були направлені керуючому Департаментом Є. В. Карнєєву для передачі їх міністрові фінансів Є. Ф. Канкріну. 14 грудня того ж року Карнєєву були відправлені малюнки і 4 зразкових монети. Звідси частина дослідників, зокрема і А. С. Мельникова, вважають, що існувало 6 пробних монет.
Тема існування шостого рубля Костянтина стала лейтмотивом книги Є. П. Сартінова «Нумізмат». Згідно з вигадкою автора, монету з кабінету міністра фінансів Канкріна викрав «чиновник з особливих доручень при міністрі» Олексій Соболевський. У своєму творі Є. Сартінов також живописує нелегкий, часто кривавий, шлях монети аж до 1997 року.